# 5839 ДОІ
5839 ДОІ (5839 GOI) — астероїд головного поясу, відкритий 21 вересня 1974 року.
Тіссеранів параметр щодо Юпітера — 3,272.
Названий на честь Державного оптичного інституту.